# Rychnovek
Obec Rychnovek (německy Reichenhof) se nachází v okrese Náchod, kraj Královéhradecký, zhruba 3,5 km východně od Jaroměře. Rozkládá se na severu Orlické tabule, v prostoru mezi řekami Úpou a Metují. Žije zde 740 obyvatel. Obec je členem Svazek obcí Metuje a Svazek obcí Úpa

## Historie
První písemná zmínka o části Rychnovku pochází z roku 1497.

## Přírodní poměry
Podél jižní hranice katastrálního území vede původní koryto řeky Metuje, které je součástí přírodní památky Stará Metuje.

## Části obce
- Rychnovek
- Doubravice u České Skalice
- Zvole

## Doprava
Obcí vede železniční trať Jaroměř–Trutnov. Vlaková zastávka se nachází v centru obce. Dále obcí prochází silnice II/285. Na ní se nachází autobusová zastávka linky Jaroměř - Nové Město.Nově zavedena autobusová linka Jaroměř-Zvole,Na váze.

## Průmyslová zóna
Na místě bývalého vojenského útvaru se nachází průmyslová zóna s několika podniky. K průmyslové zóně byla vybudována nová silnice.

## Čestní občané obce
- Kníže Jiří Kristián Lobkowicz
- Václav Němec, zvolský rodák